# Ајова вулвси
Ајова вулвси (енгл. Iowa Wolves) амерички је кошаркашки клуб из Де Мојна у Ајови. Клуб се такмичи у НБА развојној лиги и тренутно је филијала НБА тима Минесота тимбервулвси.

## Историја
Клуб је основан 2007. године. До сада је једном освојио НБА развојну лигу, у сезони 2010/11.

## Успеси
- НБА развојна лига:
  - Првак (1): 2010/11.

## НБА филијала
- Мајами хит (2007—2008)
- Финикс санси (2008—2011)
- Чикаго булси (2007—2014)
- Њу Орлеанс хорнетси/пеликанси (2011—2014)
- Вашингтон визардси (2011—2014)
- Денвер нагетси (2012—2014)
- Минесота тимбервулвси (2013—2014, 2017—данас)
- Мемфис гризлиси (2014—2017)

## Познатији играчи
- Морис Алмонд
- Дејкван Кук
- Квинси Милер
- Деметрис Николс
- Мајк Тејлор